# Orrleken, Värmland
Orrleken är en sjö i Filipstads kommun i Värmland och ingår i Göta älvs huvudavrinningsområde.